# История полковника Джека
«История достопримечательной, полной бурных приключений, жизни высокочтимого Полковника Жака, в просторечье именуемого Полковником Джеком и т. д.» или просто «История полковника Джека» (англ. History of colonel Jack) — роман британского писателя Даниэля Дефо, опубликованный в 1722 году. Первый роман Дефо, вышедший с указанием имени автора.

## Содержание
Повествование в романе ведётся, как всегда у Дефо, от первого лица. Главный герой и рассказчик вырос в лондонских трущобах и стал уголовником. Из-за этого он оказался в неволе в американских колониях, там получил свободу, разбогател, стал плантатором и праведным человеком.

## Публикация и восприятие
Выход романа был анонсирован в английских газетах летом 1722 года. Книга вышла в печать 20 декабря того же года. В первом издании было множество опечаток и путаницы, но оно всё же имело большой успех у читателей, так что спустя всего месяц вышло второе (19 января 1723), а спустя год — третье. В книге был указан автор, и «История полковника Джека» стала первым романом Дефо, опубликованным неанонимно. В 1734 году она была включена в сборник биографий существовавших в реальности преступников.
В 1810 году роман был включён в собрание сочинений Дефо, издававшееся при участии Вальтера Скотта. В течение всего XIX века его включали в собрания сочинений, но не издавали отдельно, так как считали «безнравственным».
Описание детства главного героя существенно повлияло на творчество Чарльза Диккенса, особенно на роман «Приключения Оливера Твиста». Литературоведы считают «Историю полковника Джека» произведением, стоящим у истоков социального и психологического романа.